# 圓山站 (日本)

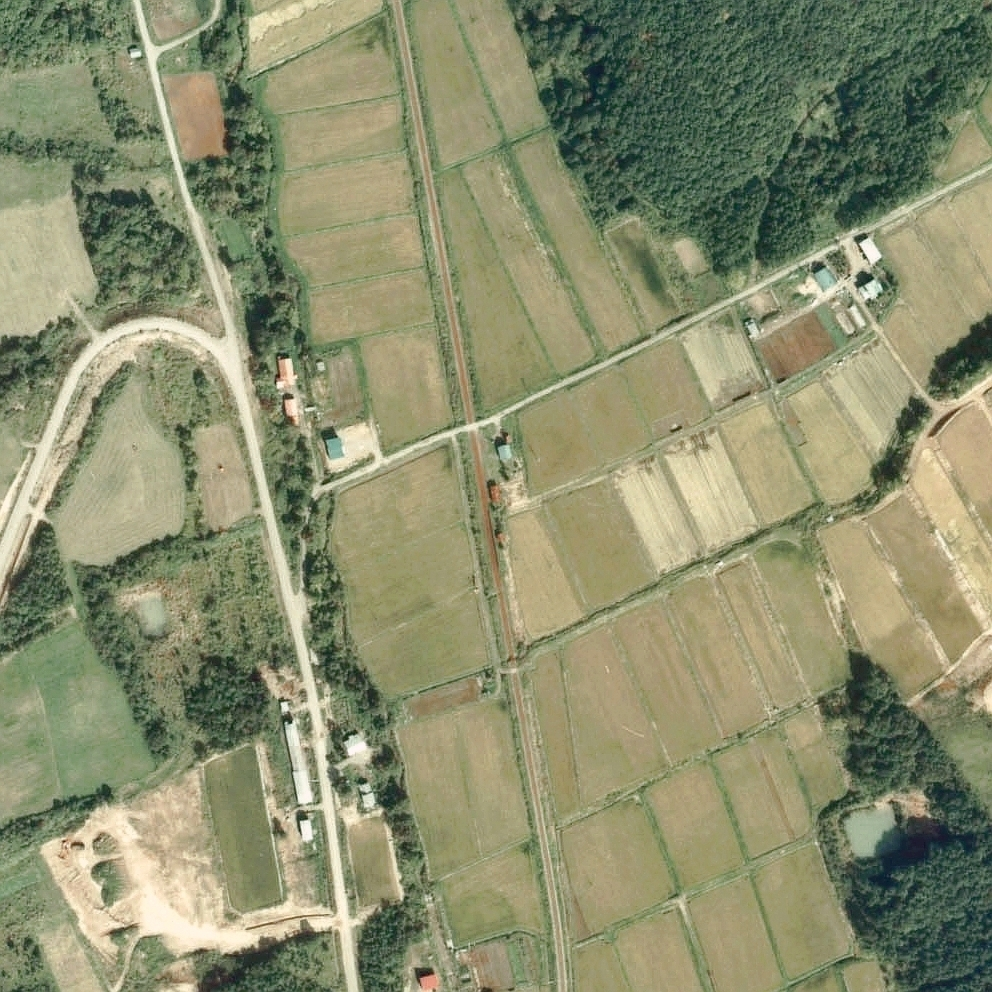
1977年的圓山臨時乘降場與方圓約500米範圍。上方為朱鞠內方向。左邊是道道875號線。圖中可看見鐵鏽色屋頂的是候車室。

圓山站（日语：／ Maruyama eki */?）是位於北海道深川市一已町開進，北海道旅客鐵道（JR北海道）的深名線車站（廢站）。隨著深名線廢線，車站在1995年（平成7年）9月4日廢除。

## 歷史
- 1955年（昭和30年）8月20日 - 日本國有鐵道深名線圓山臨時乘降場（局（日语：鉄道管理局）設定）啟用[1]。
- 1987年（昭和62年）4月1日 - 伴隨國鐵分割民營化，車站由北海道旅客鐵道（JR北海道）營運。同日升級至車站，成為圓山站。
- 1990年（平成2年）3月10日 - 設定營業距離。
- 1995年（平成7年）9月4日 - 深名線全線廢除，此站也廢除。

## 車站構造
截至車站廢除前，車站是一座地面車站，設有1面1線的單式月台。月台位於路軌東邊（名寄方向的列車會開啟右邊車門）。站內沒有轉轍器。
此站是無人車站，
車站原本是臨時乘降場，因此此站是無人車站。站內沒有車站大樓，月台中央設有候車室。

## 站名的由來
車站名稱取自附近的山名。

## 使用狀況
- 在1992年度（平成4年度），1日的上下車人次為2人[2]。

## 車站周邊
車站周邊是稻田，只有數間民居。
- 北海道道875號多度志一已線
- 圓山 - 車站西邊[3]。
- JR北海道巴士「圓山」巴士站

## 現況
截至2011年（平成23年），車站相關設施已經撤走，月台遺址變成土堆，月台旁的樹木已經成長（東北紅豆杉）。
截至2010年（平成22年），車站大樓遺址附近的路軌處變成了道路（農道）。

## 相鄰車站
北海道旅客鐵道（JR北海道）
深名線
深川－圓山－上多度志

## 注腳
1. 1 2  太田幸夫.  1. 札幌市: 富士コンテム. 2004-02-29: 193. ISBN 4-89391-549-5 （日语）.
2. 1 2 3 4  書籍《JR・私鉄全線各駅停車1 北海道630駅》（小學館，1993年6月發行）74頁。
3. ↑  書籍《北海道道路地図 改訂版》（地勢堂，1980年3月發行）9頁。
4. 1 2  書籍《北海道の鉄道廃線跡》（著：本久公洋，北海道新聞社，2011年9月發行）174頁。
5. ↑  書籍《新 鉄道廃線跡を歩く1 北海道・北東北編》（JTB出版，2010年4月発行）39-40頁。